# Rivière Sainte-Marguerite Nord-Est
Rivière Sainte-Marguerite Nord-Est är ett vattendrag i Kanada.   Det ligger i provinsen Québec, i den östra delen av landet, 500 km nordost om huvudstaden Ottawa.
I omgivningarna runt Rivière Sainte-Marguerite Nord-Est växer i huvudsak blandskog. Runt Rivière Sainte-Marguerite Nord-Est är det mycket glesbefolkat, med 6 invånare per kvadratkilometer.